# Эги-Чож
Эги-чож (Эги-Чоч; ингуш. Эг-чІож; чечен. Иег-чӀож) — средневековый замковый комплекс, расположенный в предгорье, вдоль русла реки Фортанга в Серноводском районе Чеченской Республики на правом берегу и в Сунженском районе Республики Ингушетия на левом берегу, датируется примерно XIV-XVI веками. В некоторых источниках упоминается название «Дзурдзукские ворота».

## Название
Название Эги-чож произошло от месторождения камня-песчаника — точильного камня, который использовали для изготовления точильных брусков и круга — «эг», а словом «чож» в нахских языках обозначается ущелье.

## Описание
Правобережная часть Эги-чожского посёлка представлена четырьмя комплексами замкового типа, расположенных ярусами (все они имеют боевые башни и оборонительные стены), и одним сторожевым комплексом.
Боевые башни поселка (их сохранилось четыре) достигали в высоту двадцати метров, не имели внутренних каменных перекрытий и пирамидально-ступенчатой кровли. Это дало основание исследователям предположить, что комплекс Эги-Чож построен в X—XV веках. С другой стороны, наличие узких бойниц в боевых башнях и оборонительных стенах правобережных комплексов доказывает о довольно широком распространении огнестрельного оружия среди их жителей, что не позволяет установить дату строительства этих построек с особенными бойницами периодом ранее XVI века. В состав входят 22 башни (5 боевых, 17 жилых) и один склеповый могильник.
В отличие от правобережной части поселка её левобережная часть носит единый характер. Она в основе своей состоит из множества жилых башен и хозяйственных построек. Тропу к поселку преграждает высокая (около 20 м) боевая башня с входом на высоте около 2 м. В верхней части башни сохранились со всех четырёх сторон консоли машикулей. Ориентирована башня углами по сторонам света. Перекрытие не сохранилось.
Вокруг башни фиксируются полуразрушенные постройки (две жилых башни и несколько хозяйственных сооружений). К одной из жилых башен примыкала каменная стена с нишей, в которой были найдены кости мелких животных. Несколько в стороне от описанных построек находилась отдельно стоящая жилая башня. Вход в неё располагался со стороны обрыва и был оформлен тремя каменными монолитами. Снаружи к нему можно было попасть лишь при помощи специального деревянного настила, проходящего вдоль одной из стен, о чём позволяют судить гнезда для балок. Такой же настил, по-видимому, проходил и на уровне третьего этажа (наподобие галерей или балконов вдоль всей стены).
Несколько выше тропы располагалось основное ядро левобережной части поселения. Здесь особо выделяется одна из жилых башен с входом на высоте около 4 м и верхним этажом, открытым с двух сторон.
Представляет интерес и большая жилая башня с каменной лестницей, ведущей снаружи на 1-й и 2-й этажи. Нижнее помещение башни вдвое меньше верхнего, поскольку его основная часть занята выходами скальных пород. Неровности скального основания второго этажа выровнены каменной кладкой. Интересно отметить, что некоторые жилые башни имеют внутри по два опорных столба. Часть башен расположена настолько близко друг к другу, что углы их заходят во внутреннюю часть соседних помещений. Входные проемы большинства построек оформлены аркой. С наружной стороны одной из башен отмечены два каменных бруска, торчащих из стены.

## История
Выходцами из селения Эги-чож традиционно считаются фамилии тайпа Белхароевых, Булгучевых, Кориговых, Фаргиевых и Хашиевых.
В 1967—1969 годах кандидат исторических наук, археолог С. Ц. Умаров изучал в этом районе Цеча-Ахкинский склеповый могильник и башенное поселение. Эгичожские башенные постройки расположены в самом узком месте ущелья на гребнях скалистых ответвлений горных хребтов по обе стороны реки Фортанги. Выбор именно этого места, скорее всего, был не случайным, поскольку позволял полностью перекрывать проход по ущелью. Четыре башенных комплекса находились на правом берегу реки Фортанги и два на левом. Некогда они составляли единое целое Эгичожское поселение.

## Галерея

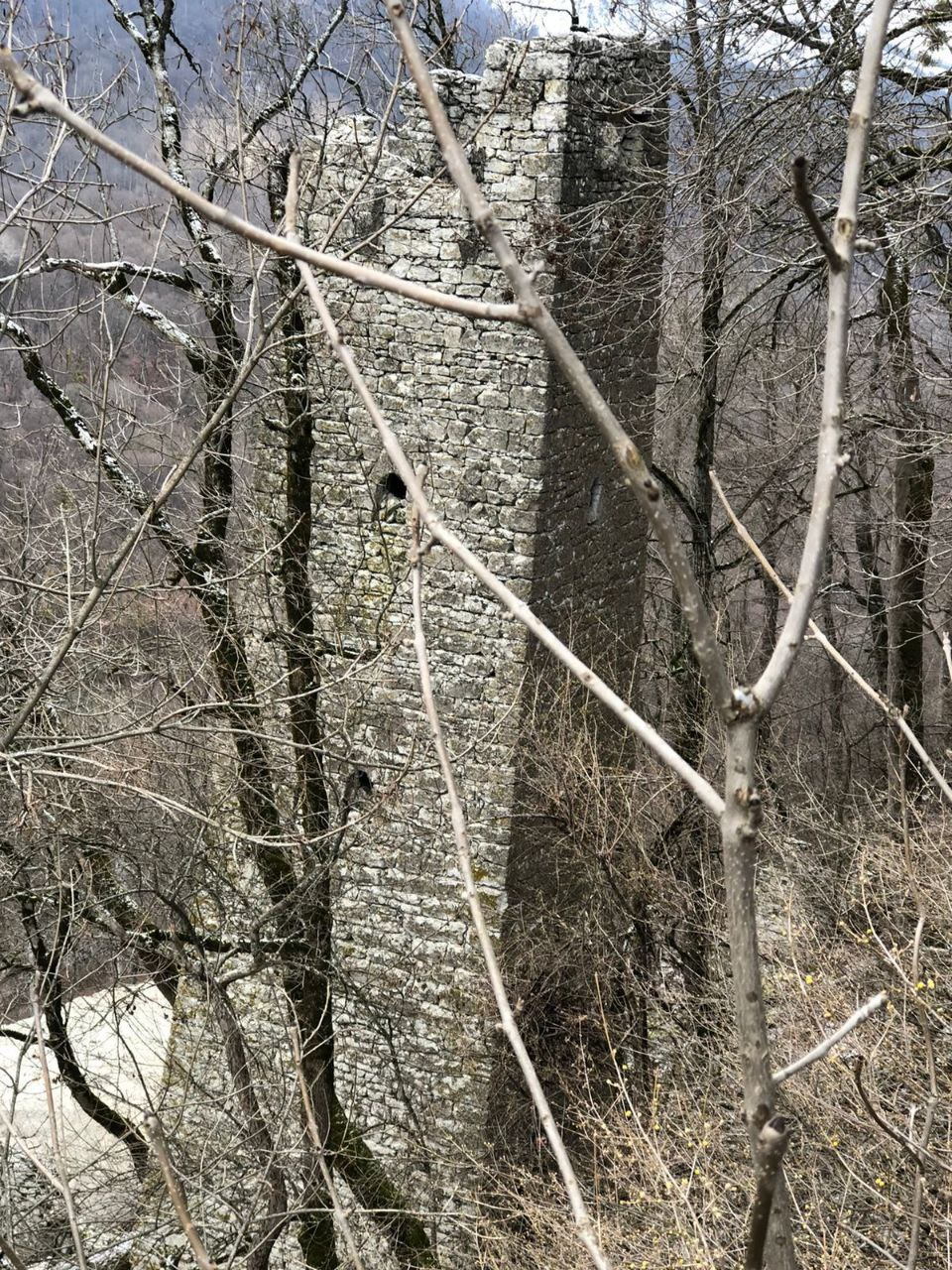
Башня в Эги-Чож, 2021 год.
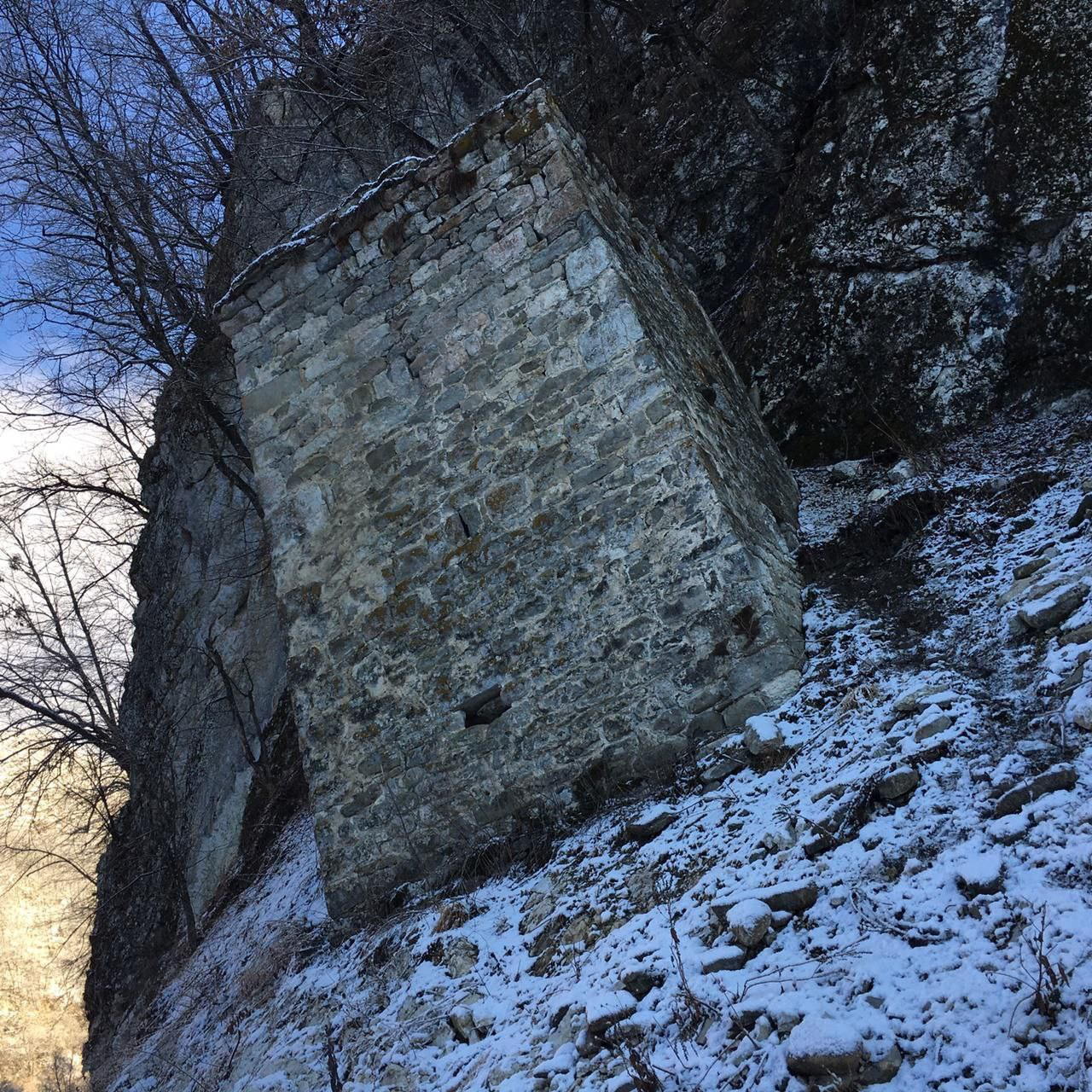
Склеп на возвышености
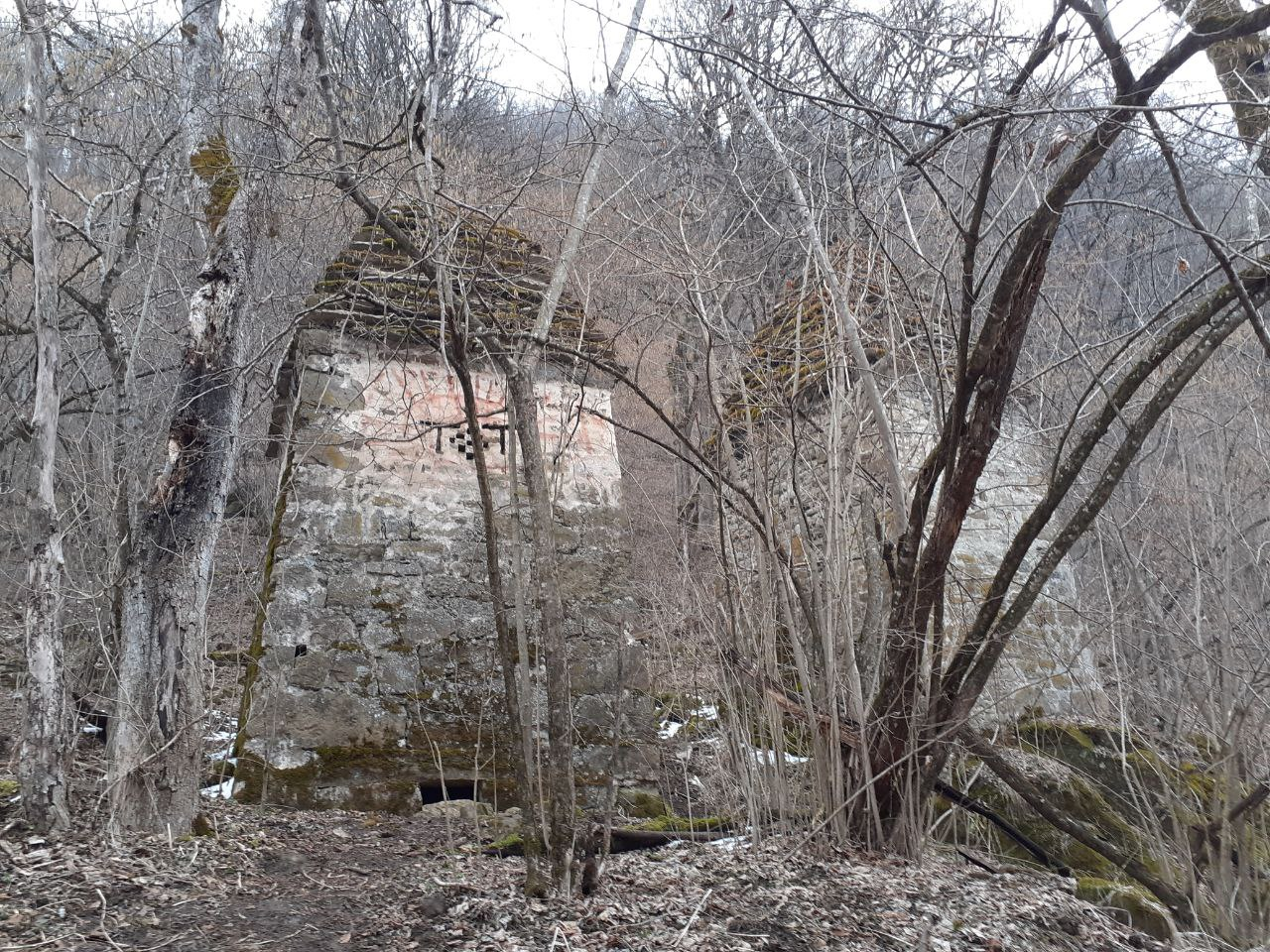
Средневековые склепы